# エキスポ駅
エキスポ駅（CG1:Expo MRT Station）は、シンガポールの東部にある、MRT東西線の高架駅。

## 駅構造
島式1面2線のホームを持つ駅。
| 2階 ホーム | A ホーム               | 東西線 CG2 チャンギ・エアポート方面 (→)                               |
| 2階 ホーム | 島式ホーム、出口は右側 |                                                                       |
| 2階 ホーム | B ホーム               | 東西線 EW4 タナ・メラ方面 (←)                                         |
| 1階        | コンコース             | 改札口、自動券売機、駅長事務室、セブン-イレブン、シンガポールエキスポ |

## 歴史
- 2001年1月10日 開業[1]
- 2003年7月23日 乗客率が低かったため、タナ・メラ駅経由でブーン・レイ駅まで走る直通運転が廃止された